# Jaguar X-Type
Jaguar X-Type (код кузова — X400) — компактный престижный автомобиль, производившийся в 2001—2009 годах британским автопроизводителем Jaguar Cars. Модель была наименьшей в линейке Jaguar и производилась с кузовами седан и универсал, причём модель X-Type был единственным серийно производимым универсалом компании.

## Безопасность
| Euro NCAP                                                      | Euro NCAP | Euro NCAP | Euro NCAP |
| -------------------------------------------------------------- | --------- | --------- | --------- |
| Рейтинги                                                       | Пассажир  |           | 26        |
| Рейтинги                                                       | Пешеход   |           | 2         |
| Протестированная модель: Jaguar X-Type 2.0, 4-дв. седан (2002) |           |           |           |

## Галерея

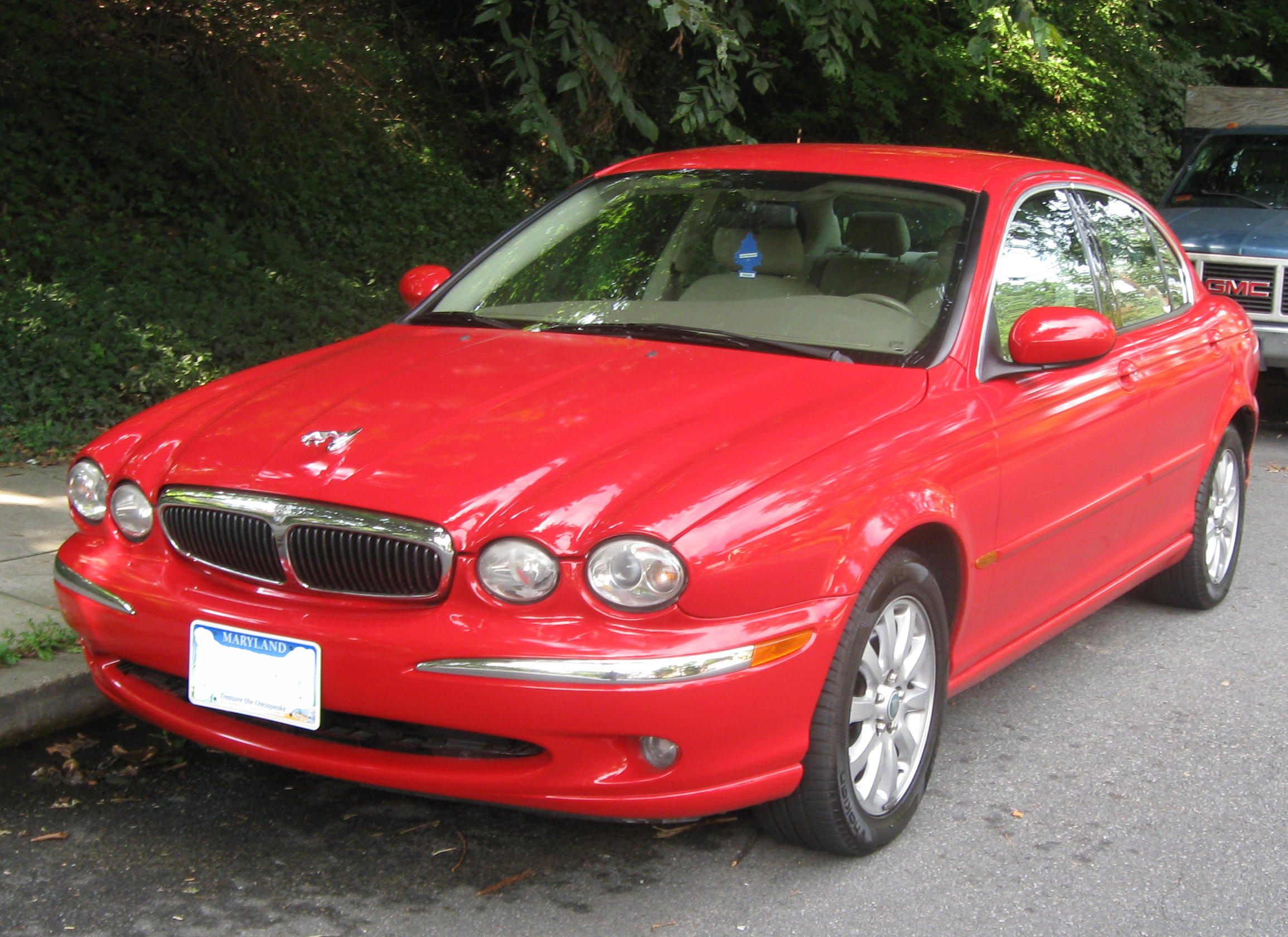
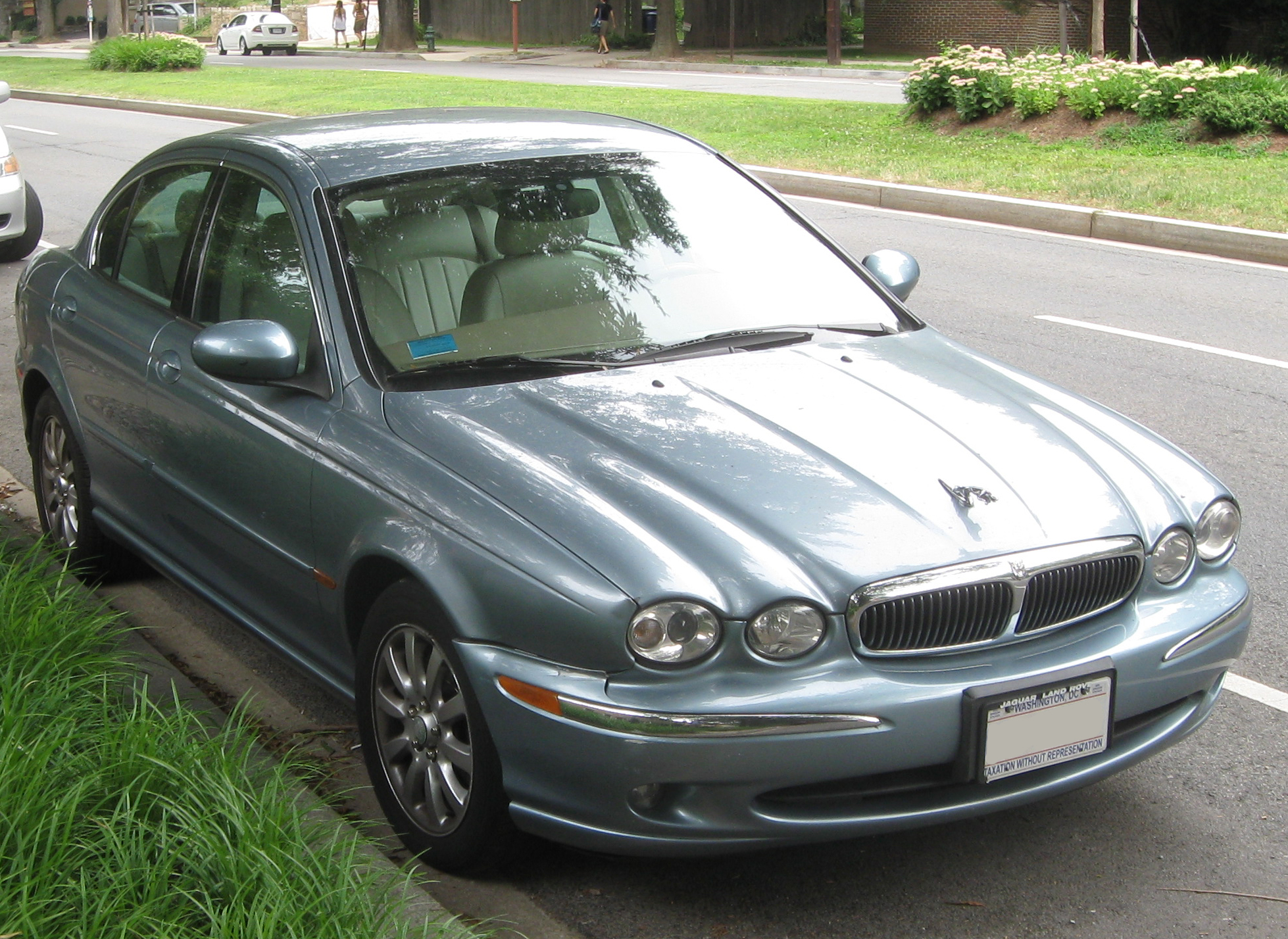
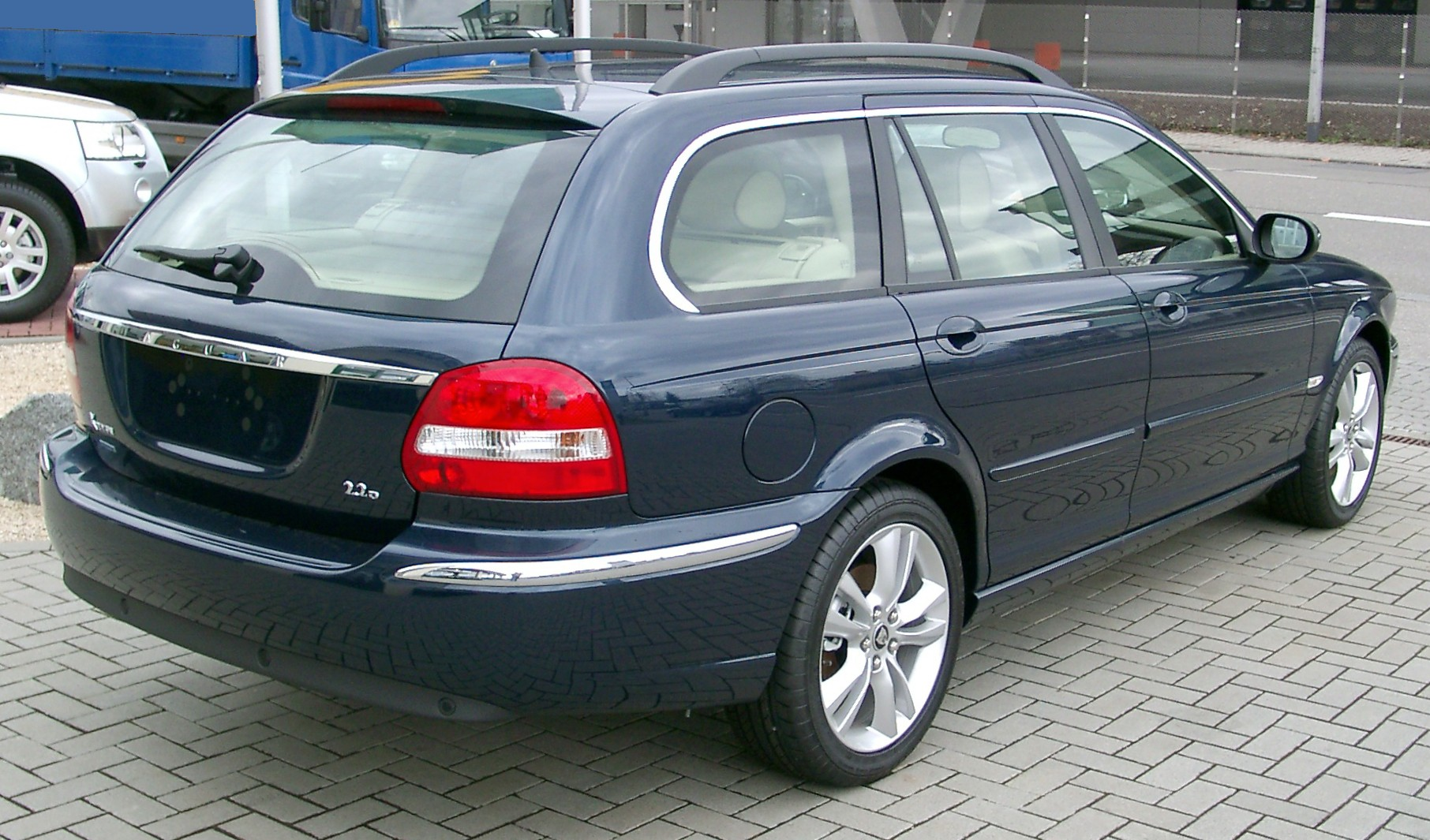
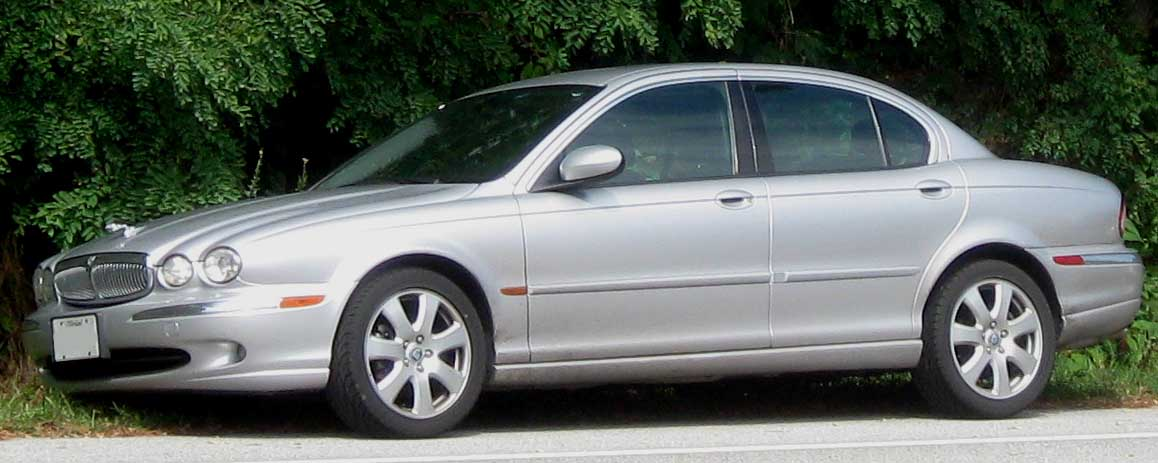